# PCHL 1936/37
Die Saison 1936/37 war die vierte reguläre Saison der Pacific Coast Hockey League (PCHL). Meister wurden die Portland Buckaroos.

## Modus
Während der regulären Saison bestritten die vier Teams der Liga zwischen 36 und 39 Spiele. Für einen Sieg erhielt jede Mannschaft zwei Punkte, bei einem Unentschieden gab es einen Punkt und bei einer Niederlage null Punkte.

## Reguläre Saison

### Tabelle
Abkürzungen: GP = Spiele, W = Siege, L = Niederlagen, T = Unentschieden, GF = Erzielte Tore, GA = Gegentore, Pts = Punkte
|                         | GP | W  | L  | T | GF  | GA  | Pts |
| ----------------------- | -- | -- | -- | - | --- | --- | --- |
| Portland Buckaroos      | 39 | 21 | 13 | 5 | 95  | 72  | 47  |
| Vancouver Lions         | 36 | 16 | 12 | 8 | 111 | 86  | 40  |
| Okland/Spokane Clippers | 39 | 14 | 18 | 7 | 85  | 96  | 35  |
| Seattle Seahawks        | 38 | 13 | 21 | 4 | 78  | 115 | 30  |